# خوانمی
خوان میگل خیمنز لوپز (انگلیسی: Juan Miguel Jiménez López؛ زادهٔ ۲۰ مهٔ ۱۹۹۳) بازیکن فوتبال اهل اسپانیا است.
از باشگاه‌هایی که در آن بازی کرده‌است می‌توان به مالاگا، راسینگ سانتاندر، ساوت‌همپتون، رئال سوسیداد و رئال بتیس اشاره کرد.
وی همچنین در تیم ملی فوتبال اسپانیا بازی کرده‌است.